# Nicky Wire
Nicky Wire, nome artístico de Nicholas Allen Jones (Blackwood, 20 de janeiro de 1969) é um cantor, compositor, produtor musical, multi-instrumentista e arranjador galês. É conhecido por ser baixista e vocalista esporádico da banda galesa de rock Manic Street Preachers.
Nicky é integrante original da banda e compôs quase todas as letras gravadas pelo grupo, grande parte delas em parceria com Richey Edwards. Inicialmente, Wire era um dos guitarristas, mas após a saída do baixista anterior, mudou seu instrumento. Após o desaparecimento de Richey, Nicky passou a ser o principal compositor do grupo, enquanto as melodias ficam a cargo de James Dean Bradfield e Sean Moore.
Em 2006, lançou seu primeiro disco solo, I Killed the Zeitgeist.

## Discografia
Com o Manic Street Preachers
Solo
- 2006: I Killed the Zeitgeist